# Nigersaurus taqueti
Nigersaurus taqueti es la única especie conocida del género extinto Nigersaurus de dinosaurio saurópodo rebaquisáurido que vivió a mediados del período Cretácico, hace aproximadamente 115 a 105 millones de años, entre las edades Aptiense y Albiense, en lo que es hoy África. Fue descubierta en la Formación Elrhaz, en una zona llamada Gadoufaoua, en la República de Níger. Los fósiles de este dinosaurio fueron dados a conocer por primera vez en 1976, pero no fue nombrado hasta 1999, después de que se encontraran restos mucho más completos y fueran descritos formalmente. Etimológicamente, el nombre genérico Nigersaurus significa 'reptil de Níger', mientras que el nombre específico taqueti refiere al apellido del paleontólogo francés Philippe Taquet, quien descubrió los primeros restos, y al que le fue dedicada la especie.
Nigersaurus medía nueve metros de longitud, siendo pequeño para un saurópodo, y tenía un cuello relativamente corto. Pesaba alrededor de cuatro toneladas, comparable con un elefante moderno. Su esqueleto estaba altamente neumatizado, lleno de espacios de aire conectados a sacos aéreos, pero las extremidades tenían una constitución robusta. Su cráneo era muy especializado para la alimentación, con una gran fenestra y huesos delgados. Tenía un hocico ancho lleno de más de quinientos dientes, entre activos y de reemplazo, que se reemplazaban a una tasa rápida: aproximadamente cada catorce días. Los maxilares pueden haber tenido una vaina queratinosa. A diferencia de otros tetrápodos, los huesos que soportan los dientes de los maxilares forman un ángulo recto con respecto al eje mayor del cráneo, por lo que todos sus dientes estaban ubicados en el extremo frontal de la boca.
Los parientes más cercanos de Nigersaurus se agrupan dentro de la subfamilia Rebbachisaurinae, anteriormente llamada Nigersaurinae, de la familia Rebbachisauridae, que forma parte de la superfamilia de saurópodos Diplodocoidea. Nigersaurus era probablemente un ramoneador, y se alimentaba con la cabeza cerca del suelo. Aunque el tamaño de su cerebro era comparable al de otros dinosaurios, la región del cerebro que detectaba el olor estaba apenas desarrollada. Se ha debatido sobre si llevaba habitualmente la cabeza hacia abajo u horizontalmente, como otros saurópodos, favoreciéndose la última idea. Vivió en un hábitat ribereño, y su dieta probablemente consistía en plantas blandas, como helechos, equisetos y angiospermas. Es uno de los vertebrados fósiles más comunes en la zona donde se descubrió, y compartía su hábitat con otros dinosaurios megaherbívoros, así como grandes terópodos y crocodilomorfos.

## Descripción

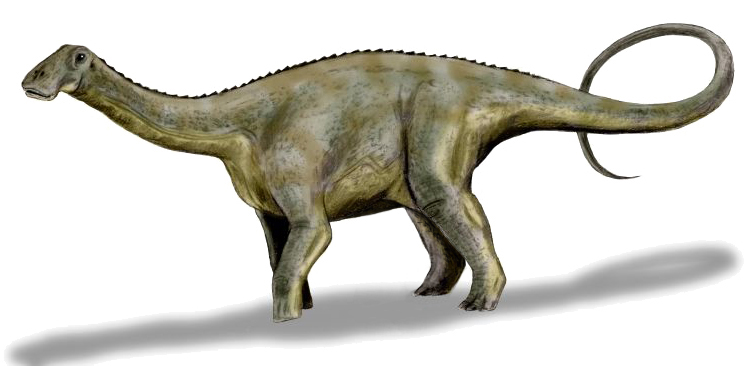
Restauración en vida.

Como todos los saurópodos, Nigersaurus era un cuadrúpedo enorme con una cabeza pequeña, gruesas patas traseras y una cola prominente. Entre este clado, Nigersaurus era bastante pequeño, con una longitud corporal de nueve metros y un fémur que alcanzaba solo un metro de largo. Puede haber pesado alrededor de cuatro toneladas, comparable con el tamaño promedio de un elefante actual. Tenía un cuello corto para un saurópodo, con trece vértebras cervicales. Casi todos los rebaquisáuridos tenían cuellos relativamente cortos y una longitud de diez metros o menos. El único miembro de la familia que alcanzaba el tamaño de los saurópodos más grandes era Rebbachisaurus, con veinte metros de largo.
Las vértebras presacrales, las vértebras anteriores al sacro, estaban sumamente neumatizadas hasta el punto en que la columna consistía en una serie de "conchas" huecas, cada una dividida por un fino tabique en el medio. Tenía poco o nada de tejido óseo esponjoso, lo que hacía que las delgadas placas óseas de los centros de las vértebras se llenaran de espacios de aire. Los arcos vertebrales estaban tan fuertemente atravesados por extensiones de los sacos aéreos externos que de sus paredes laterales era poco lo que quedaba, pero poseía gruesas láminas de intersección de dos milímetros, que son las crestas entre las aberturas neumáticas. Las vértebras de la cola, sin embargo, tenían centros sólidos. Los huesos de las cinturas pélvica y escapular eran muy finos también, a menudo solo de algunos milímetros de espesor. Al igual que otros saurópodos, sus extremidades eran robustas, lo que contrasta con la constitución extremadamente ligera del resto del esqueleto. Los miembros no eran tan estilizados como el resto del esqueleto, y las patas delanteras de Nigersaurus tienen cerca de dos tercios de la longitud de las patas traseras, como en la mayoría de los diplodocoideos.

### Cráneo

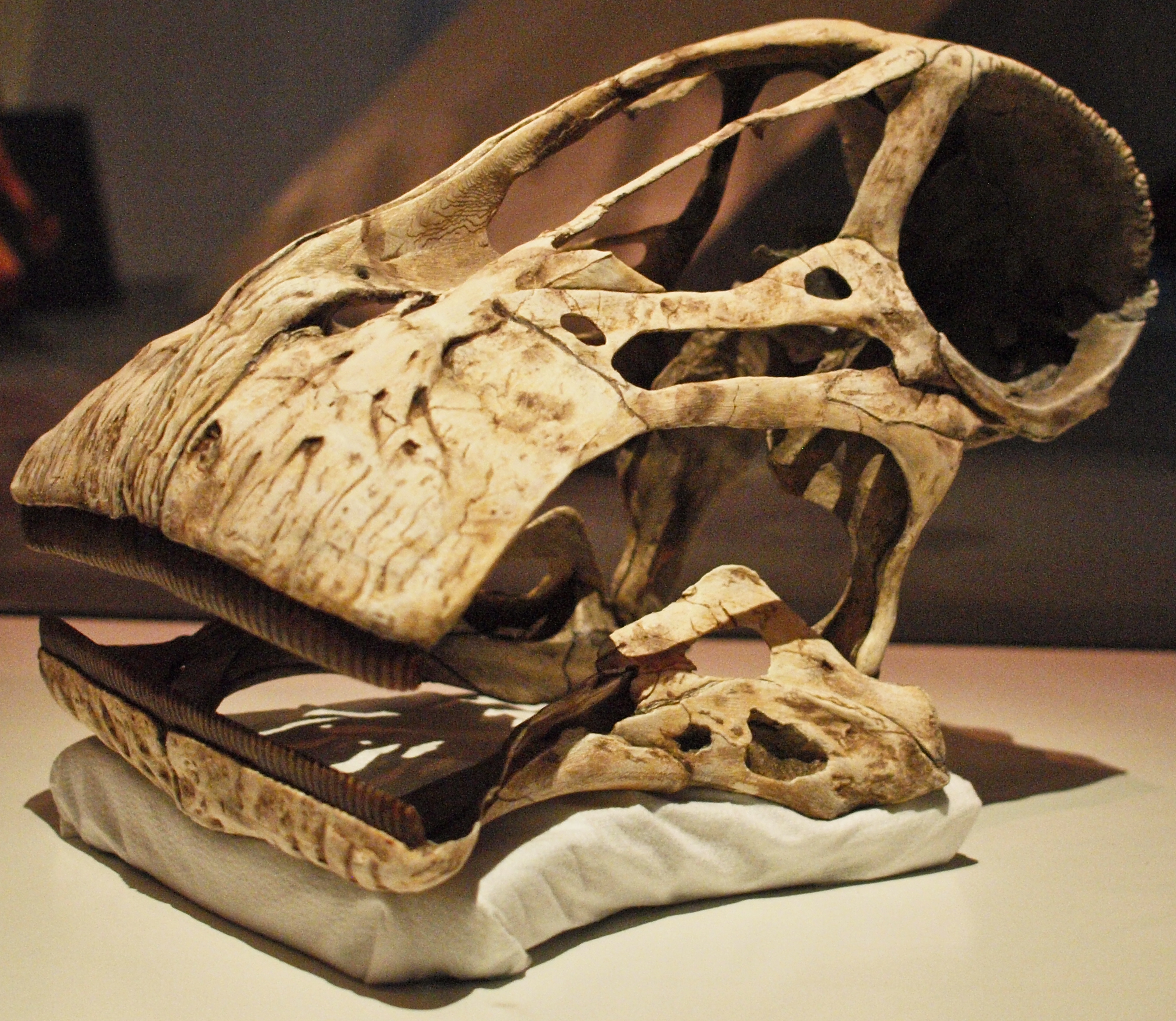
Réplica de un cráneo, Museo Real de Ontario.

El cráneo de Nigersaurus era delicado, con cuatro fenestras laterales, aberturas en el cráneo, más grandes que en otros sauropodomorfos. El área total de hueso que conecta la boca con la parte posterior del cráneo medía solo un centímetro cuadrado. Estos puntales de conexión ósea eran por lo general de menos de dos milímetros de espesor. A pesar de esto, el cráneo era resistente para soportar el continuo desgaste de los dientes. Otro rasgo único entre los sauropodomorfos era una fenestra supratemporal cerrada. Las aberturas nasales, las narinas óseas, eran alargadas. Aunque los huesos nasales no son conocidos por completo, parece que el margen frontal de la narina ósea era más cercano al hocico que en otros diplodocoideos. El hocico era también proporcionalmente más corto, y la fila de dientes no mostraba ningún prognatismo, es decir que la punta del hocico no sobresalía con respecto al resto del conjunto de dientes. La fila de dientes maxilares se encontraba totalmente girada de manera transversal, de modo que su parte posterior estaba volcada 90° hacia el frente. Esto se acompañaba por una idéntica rotación del dentario en la mandíbula. Como resultado, Nigersaurus era el único tetrápodo que tenía todos sus dientes localizados enteramente en la parte anterior.

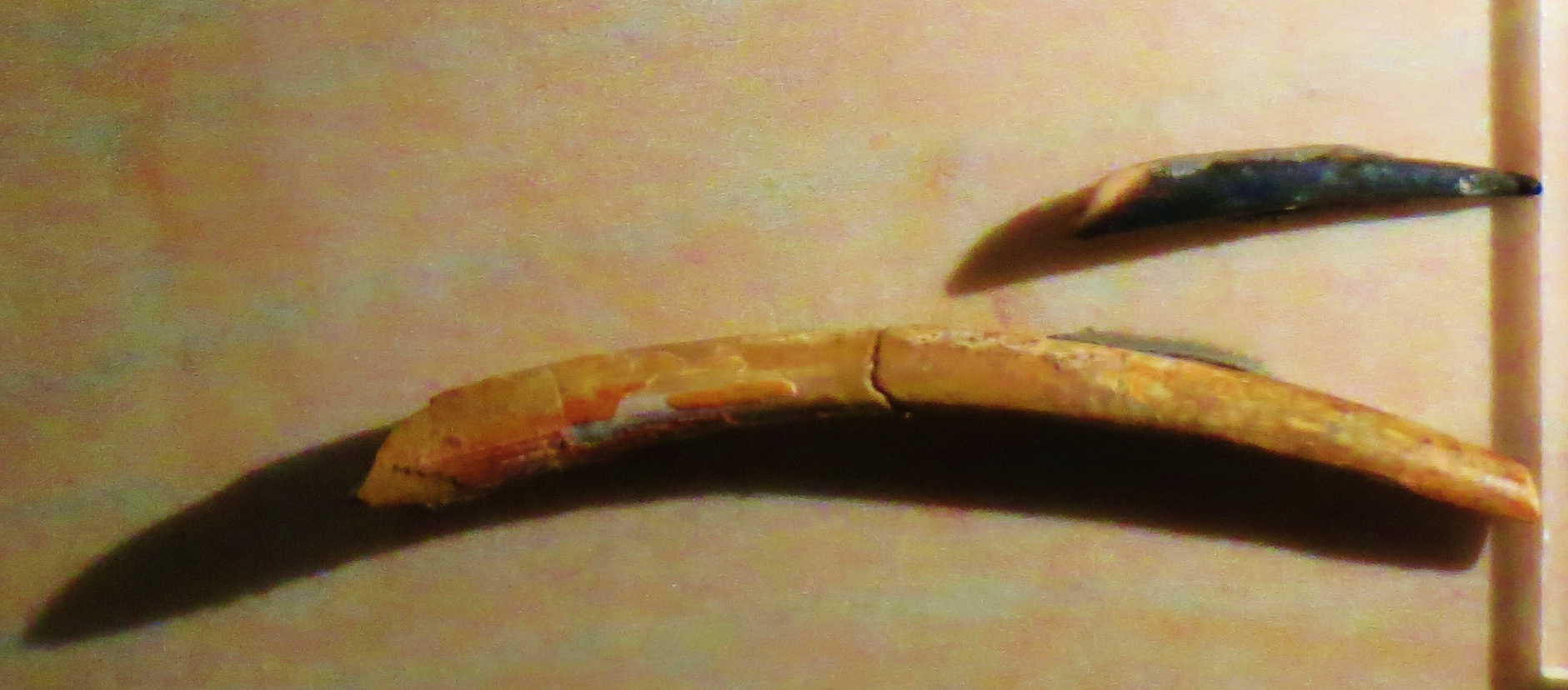
Dientes en diferentes etapas de crecimiento, Museo di Storia Naturale di Venezia.

Los dientes delgados tenían coronas ligeramente curvadas, que eran ovaladas en sección transversal. Los dientes en la mandíbula pueden haber sido un 20-30 % menores que los del maxilar superior, pero pocos son conocidos, y es incierto su grado de madurez. Aparte de esto, los dientes eran idénticos. Bajo cada diente activo había una columna de nueve dientes de reemplazo en la mandíbula. Con sesentaiocho columnas en la mandíbula superior y otras sesenta en la inferior, las así llamadas baterías dentales, también presentes en los hadrosáuridos y los ceratopsios, comprendían un total de más de quinientos dientes tanto activos como de reemplazo. Las baterías dentales erupcionaban al unísono, en lugar de hacerlo cada columna individualmente. El esmalte de los dientes de Nigersaurus era sumamente asimétrico, diez veces más grueso en el lado orientado hacia el exterior que en el interior. Esta condición solo ha sido observada en ornitisquios avanzados.
Nigersaurus no exhibía las mismas modificaciones que se observan en las fauces de otros dinosaurios con baterías dentales, o en mamíferos con elaboradas funciones de masticación. La mandíbula tenía forma de S y se divide en el ramo subcilíndrico transversal, que contenía los dientes, y el ramo posterior, que era más ligero y era la ubicación para la mayoría de las inserciones musculares. Los maxilares también contenían varias fenestras, incluyendo tres que no están presentes en otros saurópodos. Los extremos delanteros de los maxilares tenían ranuras que indican la presencia de una vaina de queratina. Nigersaurus es el único animal tetrápodo conocido que tenía maxilares más anchos que el cráneo y dientes que se extienden lateralmente a través de la parte delantera. Su hocico era incluso más amplio que el de los hadrosáuridos "pico de pato".

## Descubrimiento e investigación

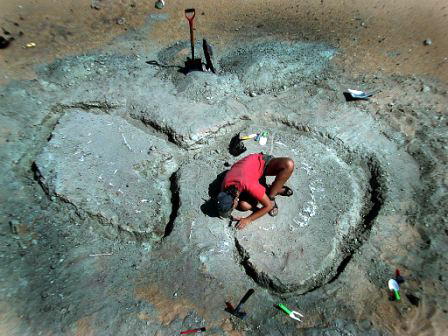
La excavación de un espécimen en 2000.

Nigersaurus fue hallado en la Formación Elrhaz del Grupo Tegama, en una zona llamada Gadoufaoua, situada en la República de Níger. Es uno de los vertebrados más comúnmente encontrados en esa formación. Los primeros restos pertenecientes a Nigersaurus fueron descubiertos durante una expedición a Níger, entre 1965 y 1972, liderada por el paleontólogo francés Philippe Taquet, y fueron mencionados por primera vez en un artículo publicado en 1976. A pesar de ser un género común, el dinosaurio había sido poco conocido hasta que se descubrió material adicional durante las expediciones lideradas por el paleontólogo estadounidense Paul Sereno en 1997 y 2000. La limitada comprensión del género fue resultado de una mala conservación de sus restos, que surge de la constitución delicada y altamente neumática del cráneo y el esqueleto, que, a su vez, provoca la desarticulación de los fósiles. Algunos de los fósiles del cráneo eran tan delgados que podía verse perfectamente un haz de luz a través suyo. Por lo tanto, no se han encontrado cráneos intactos o esqueletos articulados, si bien estos especímenes representan al rebbachisáurido más completo conocido.

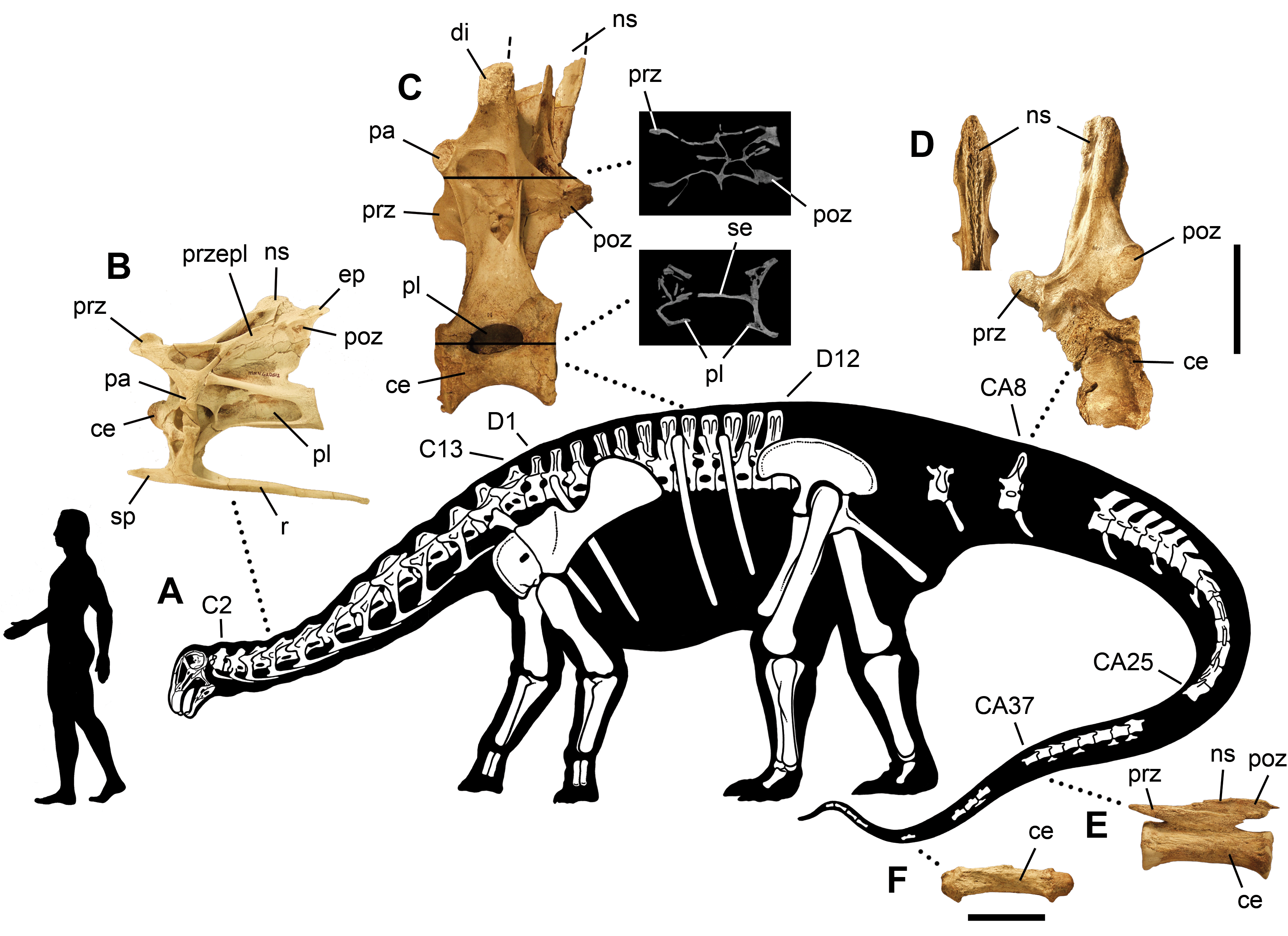
Diagrama que muestra los elementos conocidos del esqueleto y comparación de tamaño.

Nigersaurus no fue nombrado y descrito con mayor detalle hasta 1999, por Sereno y colegas, basándose en restos de individuos recién encontrados. En el mismo artículo también nombró a Jobaria, otro saurópodo de Níger. El nombre del género Nigersaurus, que significa "reptil de Níger", es una referencia al país donde fue descubierto, y el nombre de la especie, taqueti, es en homenaje a Taquet, el primero en organizar expediciones paleontológicas a gran escala en Níger. El espécimen holotipo (MNN GAD512) consiste en un cráneo parcial y el cuello. Material de las extremidades y una escápula encontrados cerca se remitieron también al mismo espécimen. Estos fósiles se encuentran en el Museo Nacional de Níger.
Sereno y Jeffrey A. Wilson presentaron la primera descripción detallada del cráneo y las adaptaciones de alimentación en 2005. En 2007 se publicó una descripción más detallada del esqueleto, basada en un espécimen descubierto diez años antes. Los fósiles, junto con un esqueleto reconstruido montado y un modelo de plástico de la cabeza y el cuello, se presentaron posteriormente a la National Geographic Society en Washington. Nigersaurus fue apodado como la "vaca del Mesozoico" en la prensa, y Sereno hizo hincapié en que era el dinosaurio más inusual que jamás había visto. Comparó su aspecto físico con Darth Vader y una aspiradora, y sus dientes cizalladores los describió como una mezcla de cinta transportadora y teclas de piano afiladas.
Dientes similares a los de Nigersaurus se han encontrado en la isla de Wight y en Brasil, pero se desconoce si pertenecían a los familiares de este taxón, o a titanosáuridos, cuyos restos han sido encontrados en los alrededores. Una mandíbula asignada al titanosáurido Antarctosaurus es asimismo similar a la de Nigersaurus, pero puede haber evolucionado de forma convergente.

## Clasificación

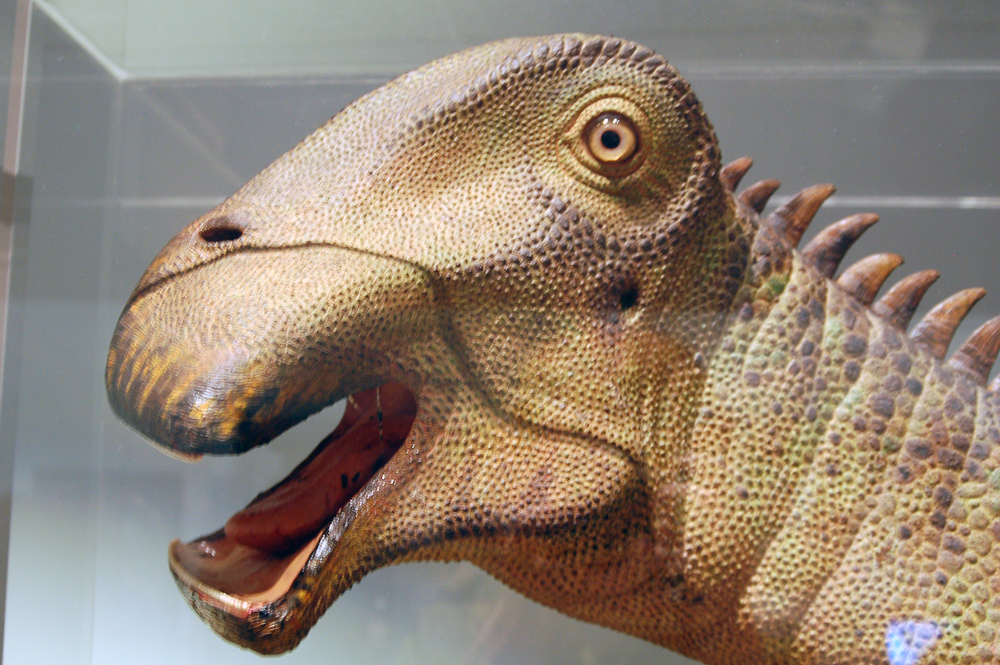
Modelo de la cabeza en el Museo de Australia, en Sídney.

Los restos de Nigersaurus fueron descritos inicialmente en 1976 como pertenecientes a un dicreosáurido, pero en 1999 el equipo de Sereno lo reclasificó como un diplodocoideo rebbachisáurido. Rebbachisauridae es la familia más basal dentro de la superfamilia Diplodocoidea, que también incluye a los diplodócidos de cuello largo, así como a los dicreosáuridos de cuello corto. 

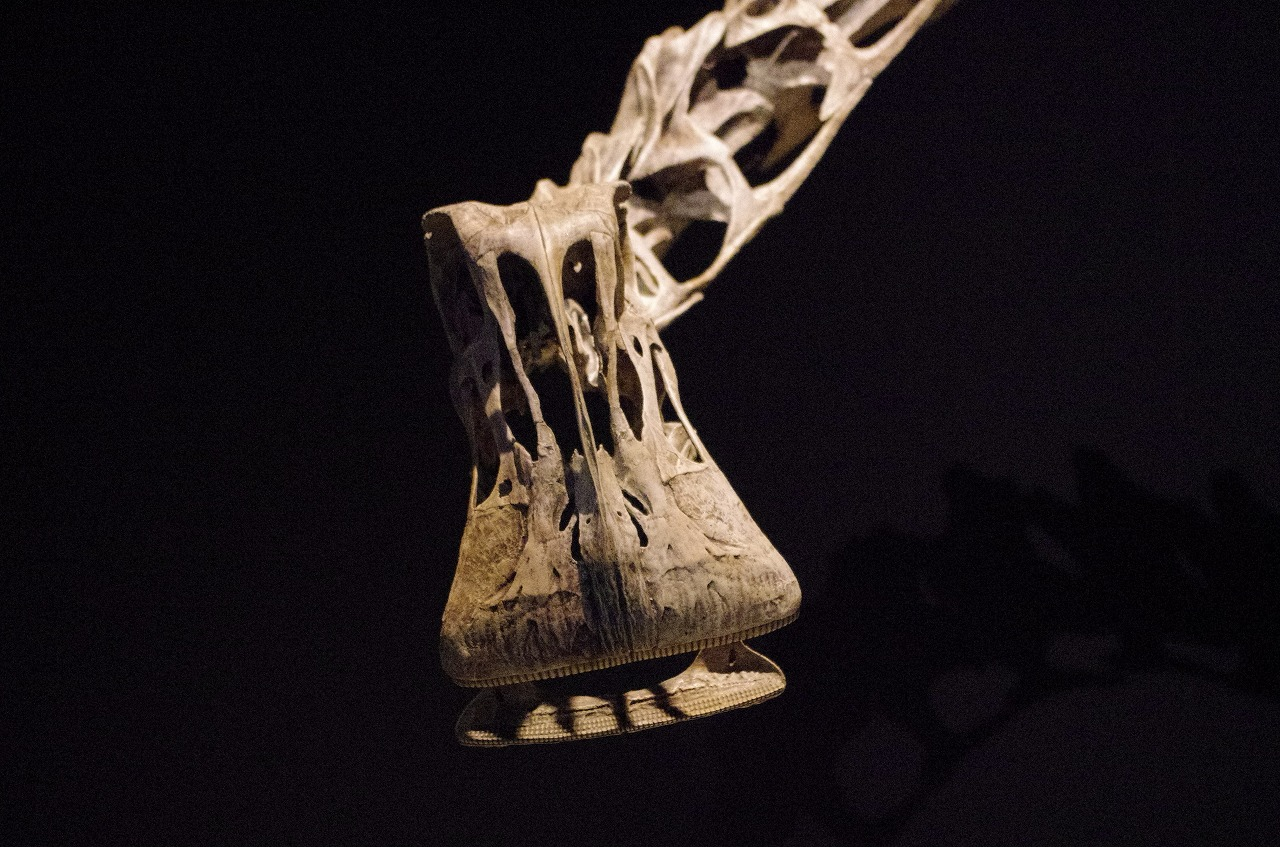
Vista frontal del cráneo restaurado.

El género estrechamente relacionado Demandasaurus de España fue descrito en 2003, junto con otros grupos de animales que abarcan el Cretácico de África y Europa, lo cual indica que las plataformas carbonatadas conectaron estas masas de tierra a través del mar de Tetis. Esta propuesta fue apoyada en 2013 por la descripción del rebaquisáurido de Túnez Tataouinea, que está más relacionado con la forma europea que con Nigersaurus, a pesar de ser de África, que entonces formaba parte del supercontinente Gondwana. El descubrimiento de estos diplodocoideos basales puede indicar que el cuello corto y el pequeño tamaño eran características ancestrales del grupo. La neumatización del esqueleto de los rebaquisáuridos habría evolucionado progresivamente, culminando con los rebaquisaurínidos. La subfamilia Nigersaurinae, que incluye a Nigersaurus y los géneros más estrechamente relacionados con este, fue nombrada por John A. Whitlock en 2011. El análisis de Federico Fanti y colegas de 2013 confirmó la clasificación de Nigersaurus como un rebbachisáurido nigersaurino basal.
Un estudio cladístico de 2015 realizado por Wilson y el paleontólogo francés Ronan Allain encontró que el propio Rebbachisaurus se agrupa con los nigersaurinídos, y los autores de ese estudio sugirieron que, por lo tanto, Nigersaurinae es un sinónimo más reciente de Rebbachisaurinae. El mismo año, Fanti y sus colegas apoyaron el uso de Rebbachisaurinae sobre Nigersaurinae y encontraron que Nigersaurus era el miembro más basal de este subclado "euroafricano". En 2019, Mannion y sus colegas señalaron que, dado que se descubrió que Nigersaurus era el taxón hermano de todos los otros nigersaurinos en algunos estudios, un clado Rebbachisaurinae no necesariamente incluye a Nigersaurus en sí, así como el hecho de que la posición de Rebbachisaurus podría cambiar en futuros análisis, y apoyó el uso continuado del nombre Nigersaurinae sobre Rebbachisaurinae para todos los rebaquisáuridos más estrechamente relacionados con Nigersaurus que con Limaysaurus. Descubrieron que los nigersaurinos estaban restringidos al norte de África y Europa, y que los Limaysaurinae era conocidos exclusivamente de Argentina. El mismo año, el paleontólogo brasileño Rafael Matos Lindoso y sus colegas usaron el nombre Nigersaurinae siguiendo la recomendación de Mannion, y encontraron que Itapeuasaurus de Brasil se agruparía entre los Nigersaurinae, expandiendo así geográficamente este linaje, haciendo que las hipótesis paleobiogeográficas para este grupo sean menos confiables.

### Filogenia
A continuación se muestra un cladograma después del análisis de 2013 realizado por Fanti y sus colegas, que confirmó la colocación de Nigersaurus como un rebbachisáurido nigersaurino basal.

|  | Rayososaurus                                                  |
|  |                                                               |
|  | Rebbachisaurus                                                |
|  |                                                               |
|  | \| \| Cathartesaura \| \| \| \| \| \| Limaysaurus \| \| \| \| |
|  |                                                               |
|  | Cathartesaura                                                 |
|  |                                                               |
|  | Limaysaurus                                                   |
|  |                                                               |

|  | Cathartesaura |
|  |               |
|  | Limaysaurus   |
|  |               |

|  | Nigersaurus                                                  |
|  |                                                              |
|  | \| \| Demandasaurus \| \| \| \| \| \| Tataouinea \| \| \| \| |
|  |                                                              |
|  | Demandasaurus                                                |
|  |                                                              |
|  | Tataouinea                                                   |
|  |                                                              |

|  | Demandasaurus |
|  |               |
|  | Tataouinea    |
|  |               |

|  | Rayososaurus                                                  |
|  |                                                               |
|  | Rebbachisaurus                                                |
|  |                                                               |
|  | \| \| Cathartesaura \| \| \| \| \| \| Limaysaurus \| \| \| \| |
|  |                                                               |
|  | Cathartesaura                                                 |
|  |                                                               |
|  | Limaysaurus                                                   |
|  |                                                               |

|  | Cathartesaura |
|  |               |
|  | Limaysaurus   |
|  |               |

|  | Nigersaurus                                                  |
|  |                                                              |
|  | \| \| Demandasaurus \| \| \| \| \| \| Tataouinea \| \| \| \| |
|  |                                                              |
|  | Demandasaurus                                                |
|  |                                                              |
|  | Tataouinea                                                   |
|  |                                                              |

|  | Demandasaurus |
|  |               |
|  | Tataouinea    |
|  |               |

|  | Rayososaurus                                                  |
|  |                                                               |
|  | Rebbachisaurus                                                |
|  |                                                               |
|  | \| \| Cathartesaura \| \| \| \| \| \| Limaysaurus \| \| \| \| |
|  |                                                               |
|  | Cathartesaura                                                 |
|  |                                                               |
|  | Limaysaurus                                                   |
|  |                                                               |

|  | Cathartesaura |
|  |               |
|  | Limaysaurus   |
|  |               |

|  | Nigersaurus                                                  |
|  |                                                              |
|  | \| \| Demandasaurus \| \| \| \| \| \| Tataouinea \| \| \| \| |
|  |                                                              |
|  | Demandasaurus                                                |
|  |                                                              |
|  | Tataouinea                                                   |
|  |                                                              |

|  | Demandasaurus |
|  |               |
|  | Tataouinea    |
|  |               |

|  | Rayososaurus                                                  |
|  |                                                               |
|  | Rebbachisaurus                                                |
|  |                                                               |
|  | \| \| Cathartesaura \| \| \| \| \| \| Limaysaurus \| \| \| \| |
|  |                                                               |
|  | Cathartesaura                                                 |
|  |                                                               |
|  | Limaysaurus                                                   |
|  |                                                               |

|  | Cathartesaura |
|  |               |
|  | Limaysaurus   |
|  |               |

|  | Nigersaurus                                                  |
|  |                                                              |
|  | \| \| Demandasaurus \| \| \| \| \| \| Tataouinea \| \| \| \| |
|  |                                                              |
|  | Demandasaurus                                                |
|  |                                                              |
|  | Tataouinea                                                   |
|  |                                                              |

|  | Demandasaurus |
|  |               |
|  | Tataouinea    |
|  |               |

|  | Rayososaurus                                                  |
|  |                                                               |
|  | Rebbachisaurus                                                |
|  |                                                               |
|  | \| \| Cathartesaura \| \| \| \| \| \| Limaysaurus \| \| \| \| |
|  |                                                               |
|  | Cathartesaura                                                 |
|  |                                                               |
|  | Limaysaurus                                                   |
|  |                                                               |

|  | Cathartesaura |
|  |               |
|  | Limaysaurus   |
|  |               |

|  | Nigersaurus                                                  |
|  |                                                              |
|  | \| \| Demandasaurus \| \| \| \| \| \| Tataouinea \| \| \| \| |
|  |                                                              |
|  | Demandasaurus                                                |
|  |                                                              |
|  | Tataouinea                                                   |
|  |                                                              |

|  | Demandasaurus |
|  |               |
|  | Tataouinea    |
|  |               |

|  | Rayososaurus                                                  |
|  |                                                               |
|  | Rebbachisaurus                                                |
|  |                                                               |
|  | \| \| Cathartesaura \| \| \| \| \| \| Limaysaurus \| \| \| \| |
|  |                                                               |
|  | Cathartesaura                                                 |
|  |                                                               |
|  | Limaysaurus                                                   |
|  |                                                               |

|  | Cathartesaura |
|  |               |
|  | Limaysaurus   |
|  |               |

|  | Nigersaurus                                                  |
|  |                                                              |
|  | \| \| Demandasaurus \| \| \| \| \| \| Tataouinea \| \| \| \| |
|  |                                                              |
|  | Demandasaurus                                                |
|  |                                                              |
|  | Tataouinea                                                   |
|  |                                                              |

|  | Demandasaurus |
|  |               |
|  | Tataouinea    |
|  |               |

|  | Rayososaurus                                                  |
|  |                                                               |
|  | Rebbachisaurus                                                |
|  |                                                               |
|  | \| \| Cathartesaura \| \| \| \| \| \| Limaysaurus \| \| \| \| |
|  |                                                               |
|  | Cathartesaura                                                 |
|  |                                                               |
|  | Limaysaurus                                                   |
|  |                                                               |

|  | Cathartesaura |
|  |               |
|  | Limaysaurus   |
|  |               |

|  | Nigersaurus                                                  |
|  |                                                              |
|  | \| \| Demandasaurus \| \| \| \| \| \| Tataouinea \| \| \| \| |
|  |                                                              |
|  | Demandasaurus                                                |
|  |                                                              |
|  | Tataouinea                                                   |
|  |                                                              |

|  | Demandasaurus |
|  |               |
|  | Tataouinea    |
|  |               |

|  | Rayososaurus                                                  |
|  |                                                               |
|  | Rebbachisaurus                                                |
|  |                                                               |
|  | \| \| Cathartesaura \| \| \| \| \| \| Limaysaurus \| \| \| \| |
|  |                                                               |
|  | Cathartesaura                                                 |
|  |                                                               |
|  | Limaysaurus                                                   |
|  |                                                               |

|  | Cathartesaura |
|  |               |
|  | Limaysaurus   |
|  |               |

|  | Nigersaurus                                                  |
|  |                                                              |
|  | \| \| Demandasaurus \| \| \| \| \| \| Tataouinea \| \| \| \| |
|  |                                                              |
|  | Demandasaurus                                                |
|  |                                                              |
|  | Tataouinea                                                   |
|  |                                                              |

|  | Demandasaurus |
|  |               |
|  | Tataouinea    |
|  |               |

|  | Rayososaurus                                                  |
|  |                                                               |
|  | Rebbachisaurus                                                |
|  |                                                               |
|  | \| \| Cathartesaura \| \| \| \| \| \| Limaysaurus \| \| \| \| |
|  |                                                               |
|  | Cathartesaura                                                 |
|  |                                                               |
|  | Limaysaurus                                                   |
|  |                                                               |

|  | Cathartesaura |
|  |               |
|  | Limaysaurus   |
|  |               |

|  | Nigersaurus                                                  |
|  |                                                              |
|  | \| \| Demandasaurus \| \| \| \| \| \| Tataouinea \| \| \| \| |
|  |                                                              |
|  | Demandasaurus                                                |
|  |                                                              |
|  | Tataouinea                                                   |
|  |                                                              |

|  | Demandasaurus |
|  |               |
|  | Tataouinea    |
|  |               |

|  | Rayososaurus                                                  |
|  |                                                               |
|  | Rebbachisaurus                                                |
|  |                                                               |
|  | \| \| Cathartesaura \| \| \| \| \| \| Limaysaurus \| \| \| \| |
|  |                                                               |
|  | Cathartesaura                                                 |
|  |                                                               |
|  | Limaysaurus                                                   |
|  |                                                               |

|  | Cathartesaura |
|  |               |
|  | Limaysaurus   |
|  |               |

|  | Nigersaurus                                                  |
|  |                                                              |
|  | \| \| Demandasaurus \| \| \| \| \| \| Tataouinea \| \| \| \| |
|  |                                                              |
|  | Demandasaurus                                                |
|  |                                                              |
|  | Tataouinea                                                   |
|  |                                                              |

|  | Demandasaurus |
|  |               |
|  | Tataouinea    |
|  |               |

|  | Rayososaurus                                                  |
|  |                                                               |
|  | Rebbachisaurus                                                |
|  |                                                               |
|  | \| \| Cathartesaura \| \| \| \| \| \| Limaysaurus \| \| \| \| |
|  |                                                               |
|  | Cathartesaura                                                 |
|  |                                                               |
|  | Limaysaurus                                                   |
|  |                                                               |

|  | Cathartesaura |
|  |               |
|  | Limaysaurus   |
|  |               |

|  | Nigersaurus                                                  |
|  |                                                              |
|  | \| \| Demandasaurus \| \| \| \| \| \| Tataouinea \| \| \| \| |
|  |                                                              |
|  | Demandasaurus                                                |
|  |                                                              |
|  | Tataouinea                                                   |
|  |                                                              |

|  | Demandasaurus |
|  |               |
|  | Tataouinea    |
|  |               |

|  | Rayososaurus                                                  |
|  |                                                               |
|  | Rebbachisaurus                                                |
|  |                                                               |
|  | \| \| Cathartesaura \| \| \| \| \| \| Limaysaurus \| \| \| \| |
|  |                                                               |
|  | Cathartesaura                                                 |
|  |                                                               |
|  | Limaysaurus                                                   |
|  |                                                               |

|  | Cathartesaura |
|  |               |
|  | Limaysaurus   |
|  |               |

|  | Nigersaurus                                                  |
|  |                                                              |
|  | \| \| Demandasaurus \| \| \| \| \| \| Tataouinea \| \| \| \| |
|  |                                                              |
|  | Demandasaurus                                                |
|  |                                                              |
|  | Tataouinea                                                   |
|  |                                                              |

|  | Demandasaurus |
|  |               |
|  | Tataouinea    |
|  |               |

|  | Rayososaurus                                                  |
|  |                                                               |
|  | Rebbachisaurus                                                |
|  |                                                               |
|  | \| \| Cathartesaura \| \| \| \| \| \| Limaysaurus \| \| \| \| |
|  |                                                               |
|  | Cathartesaura                                                 |
|  |                                                               |
|  | Limaysaurus                                                   |
|  |                                                               |

|  | Cathartesaura |
|  |               |
|  | Limaysaurus   |
|  |               |

|  | Nigersaurus                                                  |
|  |                                                              |
|  | \| \| Demandasaurus \| \| \| \| \| \| Tataouinea \| \| \| \| |
|  |                                                              |
|  | Demandasaurus                                                |
|  |                                                              |
|  | Tataouinea                                                   |
|  |                                                              |

|  | Demandasaurus |
|  |               |
|  | Tataouinea    |
|  |               |

|  | Rayososaurus                                                  |
|  |                                                               |
|  | Rebbachisaurus                                                |
|  |                                                               |
|  | \| \| Cathartesaura \| \| \| \| \| \| Limaysaurus \| \| \| \| |
|  |                                                               |
|  | Cathartesaura                                                 |
|  |                                                               |
|  | Limaysaurus                                                   |
|  |                                                               |

|  | Cathartesaura |
|  |               |
|  | Limaysaurus   |
|  |               |

|  | Nigersaurus                                                  |
|  |                                                              |
|  | \| \| Demandasaurus \| \| \| \| \| \| Tataouinea \| \| \| \| |
|  |                                                              |
|  | Demandasaurus                                                |
|  |                                                              |
|  | Tataouinea                                                   |
|  |                                                              |

|  | Demandasaurus |
|  |               |
|  | Tataouinea    |
|  |               |

|  | Rayososaurus                                                  |
|  |                                                               |
|  | Rebbachisaurus                                                |
|  |                                                               |
|  | \| \| Cathartesaura \| \| \| \| \| \| Limaysaurus \| \| \| \| |
|  |                                                               |
|  | Cathartesaura                                                 |
|  |                                                               |
|  | Limaysaurus                                                   |
|  |                                                               |

|  | Cathartesaura |
|  |               |
|  | Limaysaurus   |
|  |               |

|  | Nigersaurus                                                  |
|  |                                                              |
|  | \| \| Demandasaurus \| \| \| \| \| \| Tataouinea \| \| \| \| |
|  |                                                              |
|  | Demandasaurus                                                |
|  |                                                              |
|  | Tataouinea                                                   |
|  |                                                              |

|  | Demandasaurus |
|  |               |
|  | Tataouinea    |
|  |               |

|  | Rayososaurus                                                  |
|  |                                                               |
|  | Rebbachisaurus                                                |
|  |                                                               |
|  | \| \| Cathartesaura \| \| \| \| \| \| Limaysaurus \| \| \| \| |
|  |                                                               |
|  | Cathartesaura                                                 |
|  |                                                               |
|  | Limaysaurus                                                   |
|  |                                                               |

|  | Cathartesaura |
|  |               |
|  | Limaysaurus   |
|  |               |

|  | Nigersaurus                                                  |
|  |                                                              |
|  | \| \| Demandasaurus \| \| \| \| \| \| Tataouinea \| \| \| \| |
|  |                                                              |
|  | Demandasaurus                                                |
|  |                                                              |
|  | Tataouinea                                                   |
|  |                                                              |

|  | Demandasaurus |
|  |               |
|  | Tataouinea    |
|  |               |

## Paleobiología
A pesar de que tenía grandes ventanas en la nariz y un hocico carnoso, Nigersaurus tenía una región olfativa escasamente desarrollada en su cerebro y por lo tanto no tendría un sentido del olfato avanzado. Su proporción cerebro-masa corporal era normal para un reptil, y era más pequeña que la de los ornitisquios y los terópodos no celurosaurios. El telencéfalo comprendía aproximadamente el 30% del volumen del cerebro, como en muchos otros dinosaurios.
En 2017, el paleontólogo argentino Lucio M. Ibiricu y colaboradores examinaron la neumatización del esqueleto postcraneal de los rebaquisáuridos, y sugirieron que era una adaptación con el fin de disminuir la densidad del esqueleto, lo que a su vez habría reducido la energía muscular necesaria para mover el cuerpo, así como el calor generado en el proceso. Dado que varios rebaquisáuridos habitaron latitudes que fueron de clima tropical a subtropical a mediados del Cretácico, esta neumatización les pudo haber ayudado a estos animales a lidiar con temperaturas muy altas. De acuerdo con Ibiricu y colaboradores, esta adaptación puede haber sido la razón de por qué los rebaquisáuridos fueron el único grupo de diplodocoideos que sobrevivieron hasta el Cretácico Superior.

### Dieta y alimentación

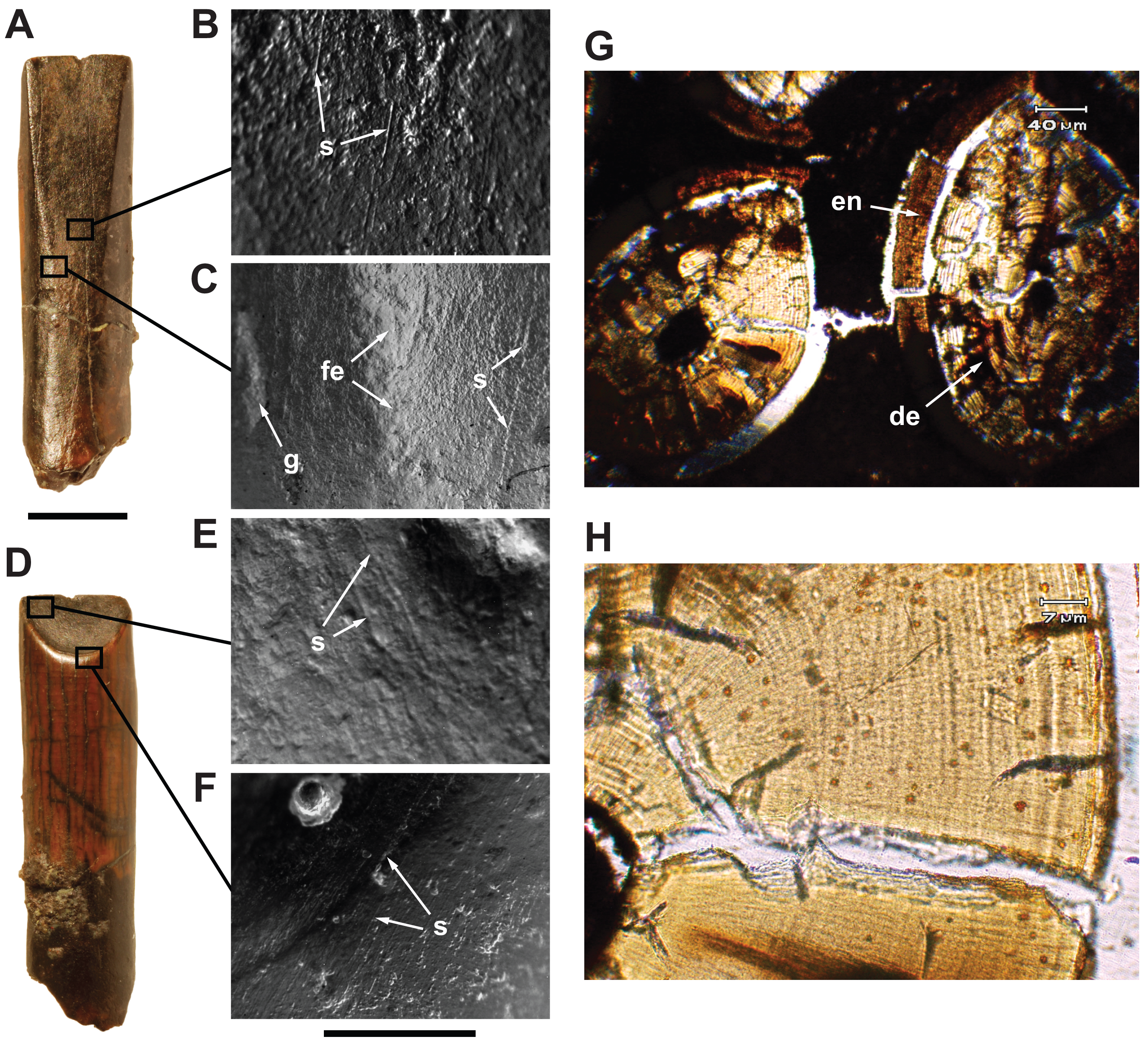
Forma de la corona, patrón de desgaste, y la microestructura de los dientes.

Sereno y colaboradores sugirieron que Nigersaurus era un pastador que se alimentaba a nivel del suelo, siendo poco selectivo. La anchura de la boca y la orientación lateral de la fila de dientes muestran que el saurópodo pudo reunir mucha comida y recortarla cerca del suelo, a un metro de la superficie. Esto se ve apoyado por las facetas del lado labial (es decir, la vista exterior) de los dientes superiores, similares a los de Dicraeosaurus y Diplodocus, que son evidencia de que el alimento o sustrato que consumía desgastaba los dientes del animal al alimentarse. Nigersaurus también tiene signos de desgaste en un ángulo bajo en el interior de las coronas de los dientes maxilares, lo que sugiere que el movimiento de la mandíbula se limitaba a desplazamientos precisos de arriba abajo. El desgaste en la mandíbula aún no ha sido descubierto, pero se espera que sea opuesto al desgaste de los dientes superiores. La capacidad de levantar la cabeza por encima del suelo no significa necesariamente que se alimentara a ese nivel, y el cuello corto de Nigersaurus habría restringido el rango de alimentación en comparación con otros diplodocoideos.

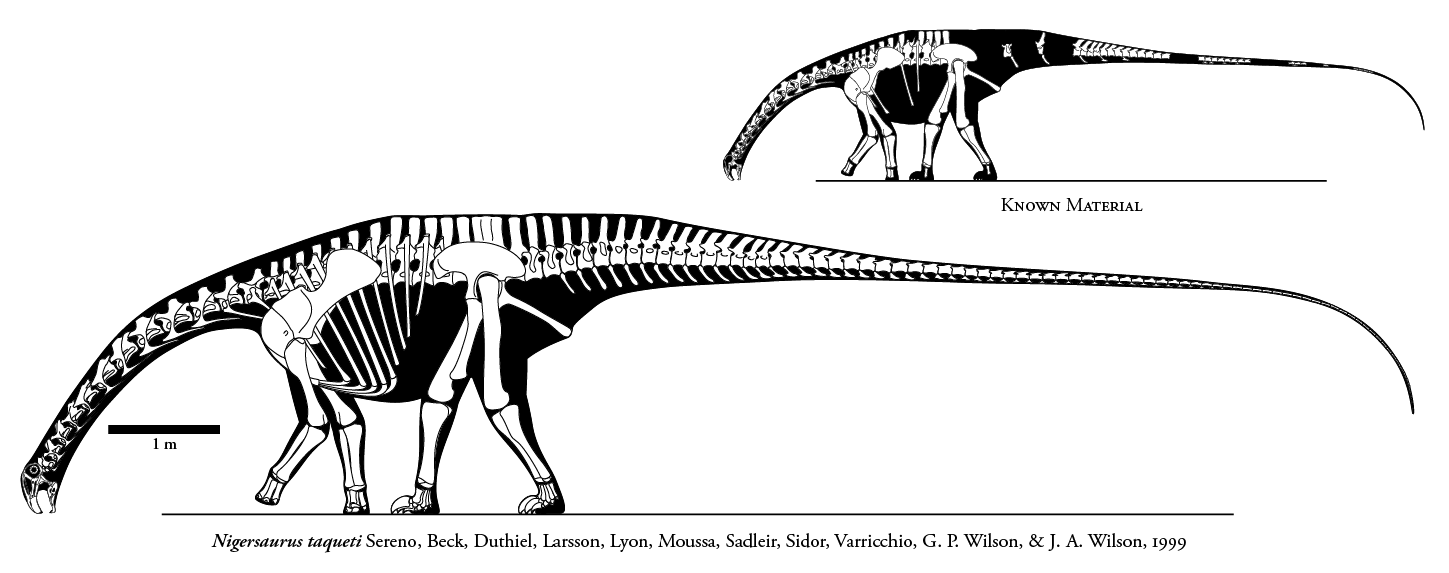
Restauración del esqueleto en la postura de alimentación.

El músculo abductor de la mandíbula parece haberse unido al cuadrado en lugar de la fenestra supratemporal. Tanto ésta como el resto de los músculos de masticación eran probablemente débiles, y se estima que Nigersaurus tuvo una de las mordidas más débiles entre los saurópodos. Además, la naturaleza casi en paralelo de los pequeños arañazos en los dientes y huesos (causados por la grava, lo que no ocurriría con tanta frecuencia en los ramoneadores de mayor altura) indican que comía plantas herbáceas relativamente suaves, como los helechos de bajo crecimiento. Debido a la orientación lateral de los dientes, probablemente no habría sido capaz de masticar. Nigersaurus gastaba sus coronas dentales más rápido que otros herbívoros dinosaurios, y su tasa de reemplazo de dientes era la más alta de las de cualquier dinosaurio conocido. Cada diente era reemplazado una vez cada catorce días; se había estimado previamente que dicha tasa sería muy inferior. En contraste con Nigersaurus, se cree que los saurópodos con bajas tasas de reemplazo de dientes y coronas dentales más amplias debieron haber sido ramoneadores que se alimentaban del dosel.

### Postura de la cabeza

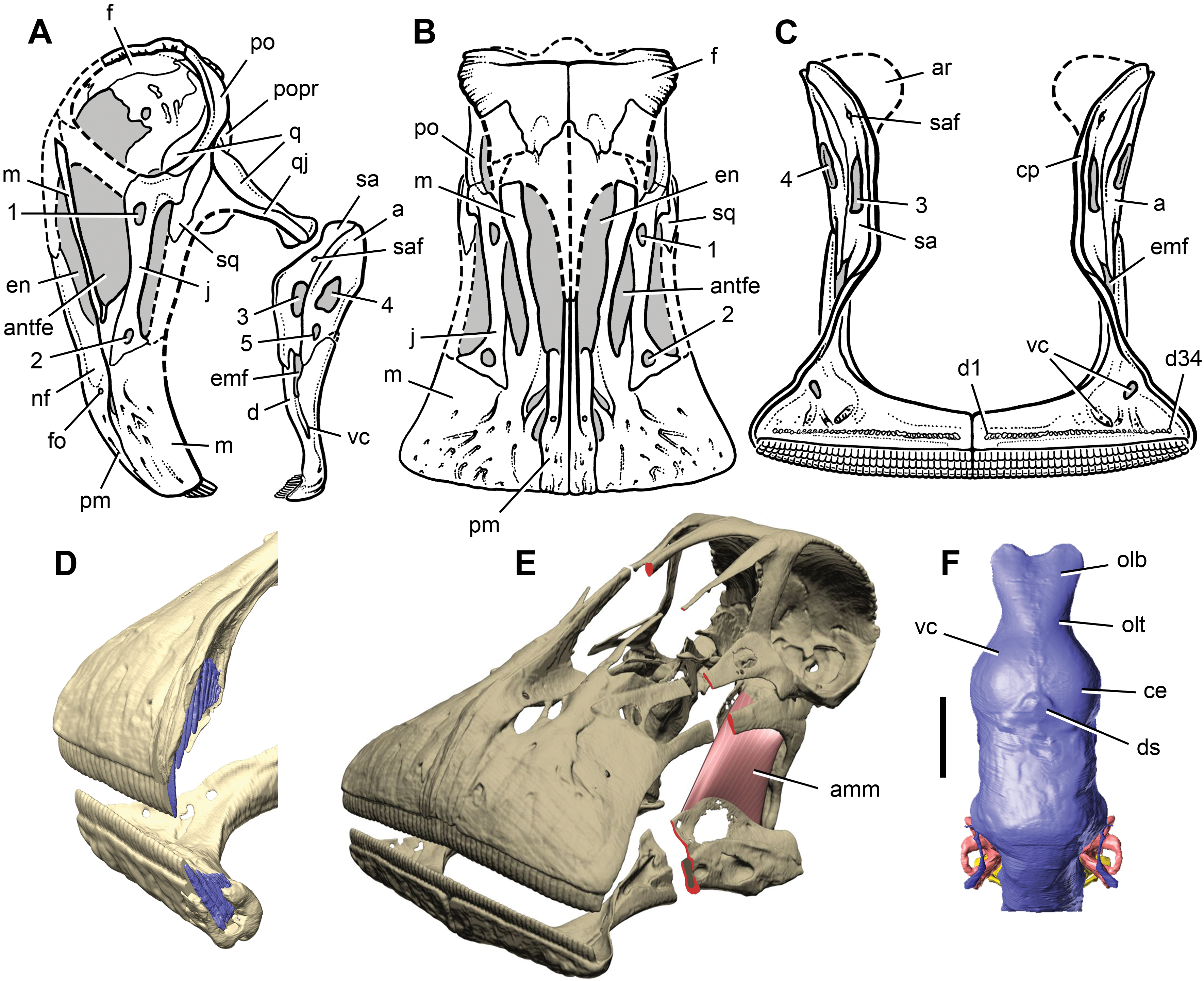
Restauraciones del cráneo, la mandíbula, la batería dental y el cerebro.

Sobre la base de las exploraciones de microtomografía de elementos del cráneo del espécimen holotipo, el equipo de Sereno creó un cráneo "prototipo" de Nigersaurus que ellos podrían examinar. También hicieron un molde del cerebro y se escanearon los canales semicirculares del oído interno, descubriéndose que se orientaban horizontalmente. En su estudio de 2007 señalaron que la estructura del occipucio y las vértebras cervicales habría limitado el movimiento hacia arriba y hacia abajo del cuello y la rotación del cráneo. Sobre la base de este análisis biomecánico, el equipo llegó a la conclusión de que la cabeza y el hocico se orientaron habitualmente 67° hacia abajo y cerca del nivel del suelo, como una adaptación para ramonear a nivel del suelo. Esto, a diferencia de la forma en que otros saurópodos han sido restaurados, con la cabeza bien más bien en sentido horizontal.
Un estudio realizado en 2009 por Mike P. Taylor, Mathew Wedel, y Darren Naish confirmó que Nigersaurus era capaz de alimentarse con la cabeza agachada y la postura del cuello propuesta por el estudio de 2007, pero negaron que esta fuese la postura habitual del animal. El estudio señaló que la postura "neutral" del cuello y la cabeza (es decir, la sugerida por la forma en que se articulan las vértebras cervicales y el cráneo) de los animales modernos no se corresponde necesariamente con su postura habitual de la cabeza. Sostuvieron además que la orientación de los canales semicirculares varía considerablemente dentro de las especies modernas, y por lo tanto no es fiable para determinar la postura de la cabeza. Esto fue apoyado por un estudio de 2013 que sugirió que los métodos utilizados por el equipo de Sereno eran imprecisos y que Nigersaurus habitualmente mantendría su cabeza de igual manera que otros saurópodos.

## Paleoecología

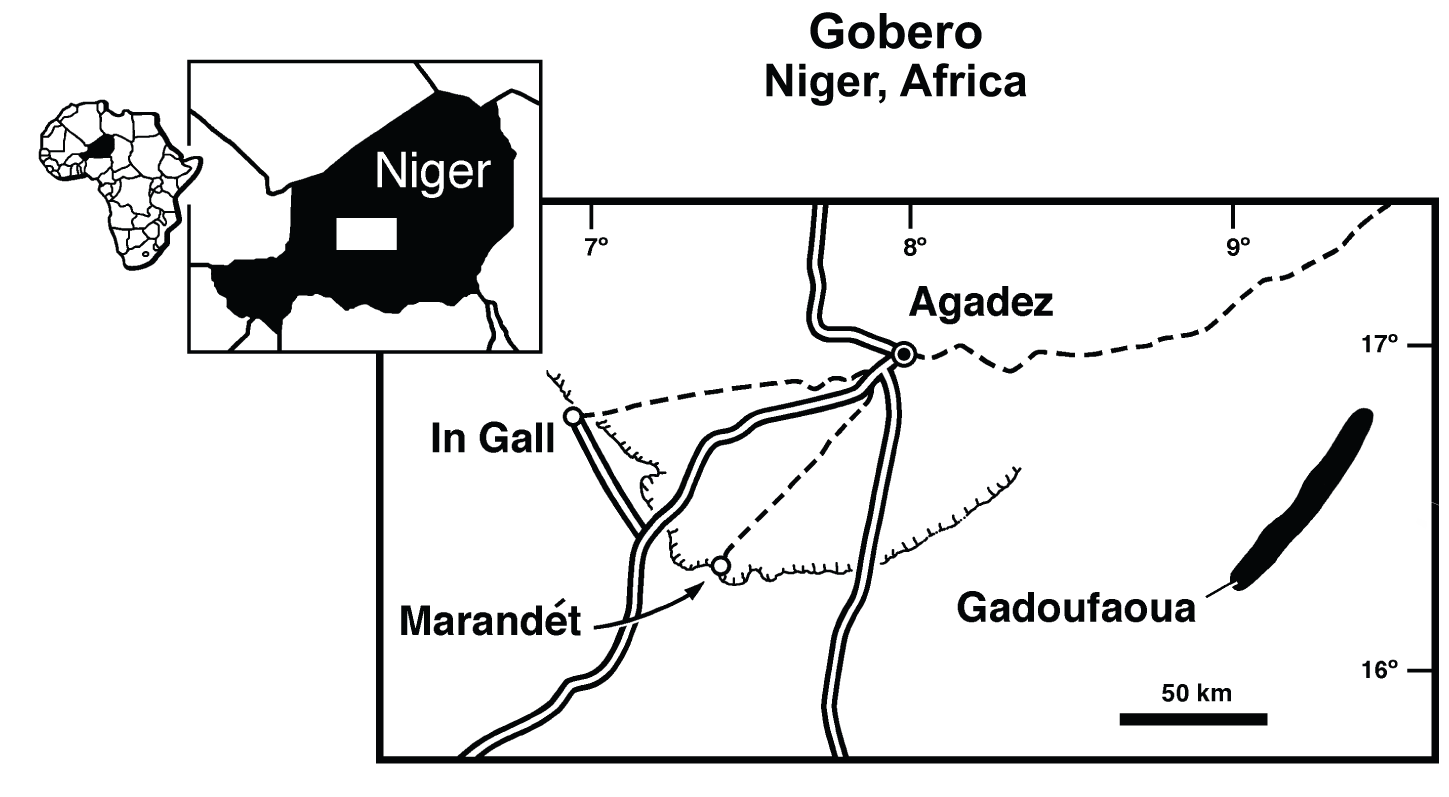
Afloramientos de la Formación Elrhaz.

La Formación Elrhaz se compone principalmente de areniscas fluviales con bajo relieve, muchas de las cuales están ocultas por las dunas de arena. Los sedimentos son de grano grueso a medio, casi sin ningún horizonte de grano fino. Nigersaurus vivió en lo que es ahora Níger hace entre 115 y 105 millones de años, durante las etapas del Aptiense y el Albiense, a mediados del período Cretácico. Es probable que viviera en hábitats dominados por las llanuras de inundación continentales (una zona de ribera). Tras el iguanodontiano Lurdusaurus, era uno de los más numerosos megaherbívoros allí. Otros herbívoros de la misma formación son Ouranosaurus, Elrhazosaurus y un titanosaurio sin nombrar. También vivió junto a los terópodos Kryptops, Suchomimus y Eocarcharia, y un noasáurido aún sin nombre. Cocodrilomorfos como Sarcosuchus, Anatosuchus, Araripesuchus y Stolokrosuchus también vivían allí. Además, se han hallado restos de un pterosaurio, quelonios, peces, un tiburón hibodonte y bivalvos de agua dulce. El pasto no se desarrolló hasta finales del Cretácico, haciendo que los helechos, las colas de caballo y las angiospermas (que habían evolucionado ya por el Cretácico medio) fueran el alimento potencial para Nigersaurus. Es poco probable que este dinosaurio se alimentara de coníferas, cícadas o la vegetación acuática, debido a su altura, su estructura dura y rígida, y la falta del hábitat adecuado, respectivamente.